# 臺灣新文學
《臺灣新文學》，台灣日治時期的文學刊物，1935年12月28日創刊，由臺灣新文學雜誌社編輯發行，集結了台灣全島進步的作家。有中日兩種語文的版本。刊物中文部分為賴和、楊守愚、吳新榮等人主筆，創辦人楊逵負責日文部分。1937年6月15日，日本當局下令廢止漢文雜誌，《臺灣新文學》被迫終刊。在一年半多的時間內，共發行15期及新文學月刊兩期。

## 同仁
據王詩琅〈臺灣新文學雜誌始末〉一文所述，臺灣新文學雜誌的編輯部同仁有：賴和、楊守愚、黃病夫、吳新榮、郭水潭、王登山、賴明弘、賴慶、李禎祥、高橋正雄、葉榮鐘、楊逵、田中保男。營業部的同仁則有：林越峰、莊松林、徐玉書、謝賴登、葉陶。事實上，一切業務全都由楊逵與葉陶處理。

## 創刊詞、作品
創刊詞有這樣的一段文字：“我經過了千思萬慮，而所獲得的結論是為了台灣的作家，為了讀書家，迫切需要著適應台灣的現實的文學機關。只是似乎誰也不願意給他們，作家以及讀者，到了這樣的田地，於是只有積少成多，集了自己們零碎的錢，來建設培養一個園地，而自勵自勉，自己鼓舞下去。這也就是《臺灣新文學》的創成記。”
該刊的內容有評論、小說、詩歌、戲劇、散文等類。 中文小說創作主要有：賴和的〈一個同志的批信〉，洋的〈赤土與鮮血〉、〈鴛鴦〉，一明的〈牛話〉，匡人也的〈王爺豬〉，朱點人的〈秋信〉(後因審查制度，遭到刪除)、〈長壽會〉、〈脫穎〉，徐青光的〈榮生〉，張慶堂的〈年關〉、〈老與死〉，一吼的〈乳母〉、〈旋風〉，黃得時的〈橄欖〉，曙人的〈商人〉，李泰國的〈可憐的朋友〉，柳塘的〈有一天〉、〈轉途〉，馬木櫪的〈西北雨〉，尚未央的〈老雞母〉，廢人的〈三更半螟〉， 賴玄影的〈女鬼〉、〈姊妹〉、〈稻熱病〉，康道樂的〈失業〉等。 日文的重要小說則有翁鬧的〈羅漢腳〉，楊透的〈水牛〉、〈頑童伐鬼記〉，賴明弘的〈結婚男人的悲哀〉 ，陳華培的〈王萬之妻〉、〈脈祭〉，陳瑞榮的〈泥沼〉，徐瓊二的〈婚事〉，邱福的〈大妗婆〉，吳濁流的〈水月〉、〈泥沼中的金鯉魚〉等。發表詩歌作品的則有徐阿壬、繪聲、荊南、陳夢痕、吳漫沙、鱉西恨人 、弄青恨人、伊額、丁天如等人。這些作品多描寫下層人民生活，傾向左派。

## 原件收藏及其縮影資料
到2011年10月10日為止，已知的有：
- 國立臺灣大學圖書館有收藏該雜誌。
- 國立中央圖書館臺灣分館有收藏縮影資料。

## 復刻情況
到2011年10月10日為止，已知的有：
- 臺北市東方文化書局在1981年復刻《臺灣新文學》雜誌，國立公共資訊圖書館、國立臺灣師範大學圖書館有收藏。

## 相關研究

### 碩博士論文
使用「臺灣博碩士論文知識加值系統」查詢，目前為止(2011/10/10)，已知有：
- 趙勳達，〈「文藝大眾化」的三線糾葛： 一九三○年代台灣左、右翼知識份子與新傳統主義者的文化思維及其角力〉，國立成功大學台灣文學研究所，博士論文，2008年。
- 趙勳達，〈《臺灣新文學》（1935~1937）的定位及其抵殖民精神研究〉，國立成功大學台灣文學研究所，碩士論文，2002年。
- 鄧慧恩，〈日據時期外來思潮的譯介研究：以賴和、楊逵、張我軍為中心〉，清華大學台灣文學所碩士論文，2006年。該碩士論文是在談論台灣日治時期外來思潮的譯介，論文是以那些主要發行在台灣本島或是以台灣人為活動主體的11種文學雜誌作為檢視的對象，而《臺灣新文學》是其中一種。

### 論文集單篇論文
使用「臺灣文史哲論文集篇目索引系統」查詢，目前為止(2011/10/10)，已知有：
- 尹子玉，〈楊逵《臺灣新文學》與無產階級文學運動〉，《第一屆全國臺灣文學研究生學術論文研討會論文集》，國家臺灣文學館籌備處，2004年。

### 期刊論文、評介
使用「臺灣期刊論文索引系統」查詢，目前為止(2011/10/10)，已知的有：
- 趙勳達，〈濃厚社會主義傾向--《臺灣新文學》簡介〉，2011年2月《文訊》。
- 楊傑銘，〈論日治時期《臺灣文藝》與《臺灣新文學》中魯迅思想的傳播與接受〉，2010年12月《國史館館刊》。
- 李玉姬，〈日治時期臺灣新文學作家的漢文兒童文學作品--以《南音》、《臺灣文藝》、《臺灣新文學》和《臺灣新民報》為探討內容〉，2010年8月《全國新書資訊月刊》。
- 向陽，〈文學雜誌與臺灣新文學發展--以日治時期臺灣文學雜誌為觀察場域〉，2003年7月《文訊》。
- 趙勳達，〈禁用漢文的前奏曲--談「臺灣新文學」一卷十號被禁的「漢文創作特輯」〉，2002年1月《文學台灣》。

### 書籍
使用「全國圖書書目資訊網」查詢，目前為止(2011/10/03)，已知有：
- 趙勳達，《《臺灣新文學》（1935~1937）的定位及其抵殖民精神研究》，臺南縣立圖書館出版，2006年。

## 相關連結
- 該雜誌的編輯委員：賴和、楊守愚、吳新榮、郭水潭、王登山、賴明弘、賴慶、葉榮鐘等人[2]。
- 與之有關的作家：楊逵、葉陶、賴和、楊守愚、吳新榮。
- 與之有關的文學團體：臺灣文藝聯盟、臺灣文藝聯盟佳里支部。

## 外部連結
- 《臺灣新文學》 （页面存档备份，存于）